# Alexanderhof (Den Haag)

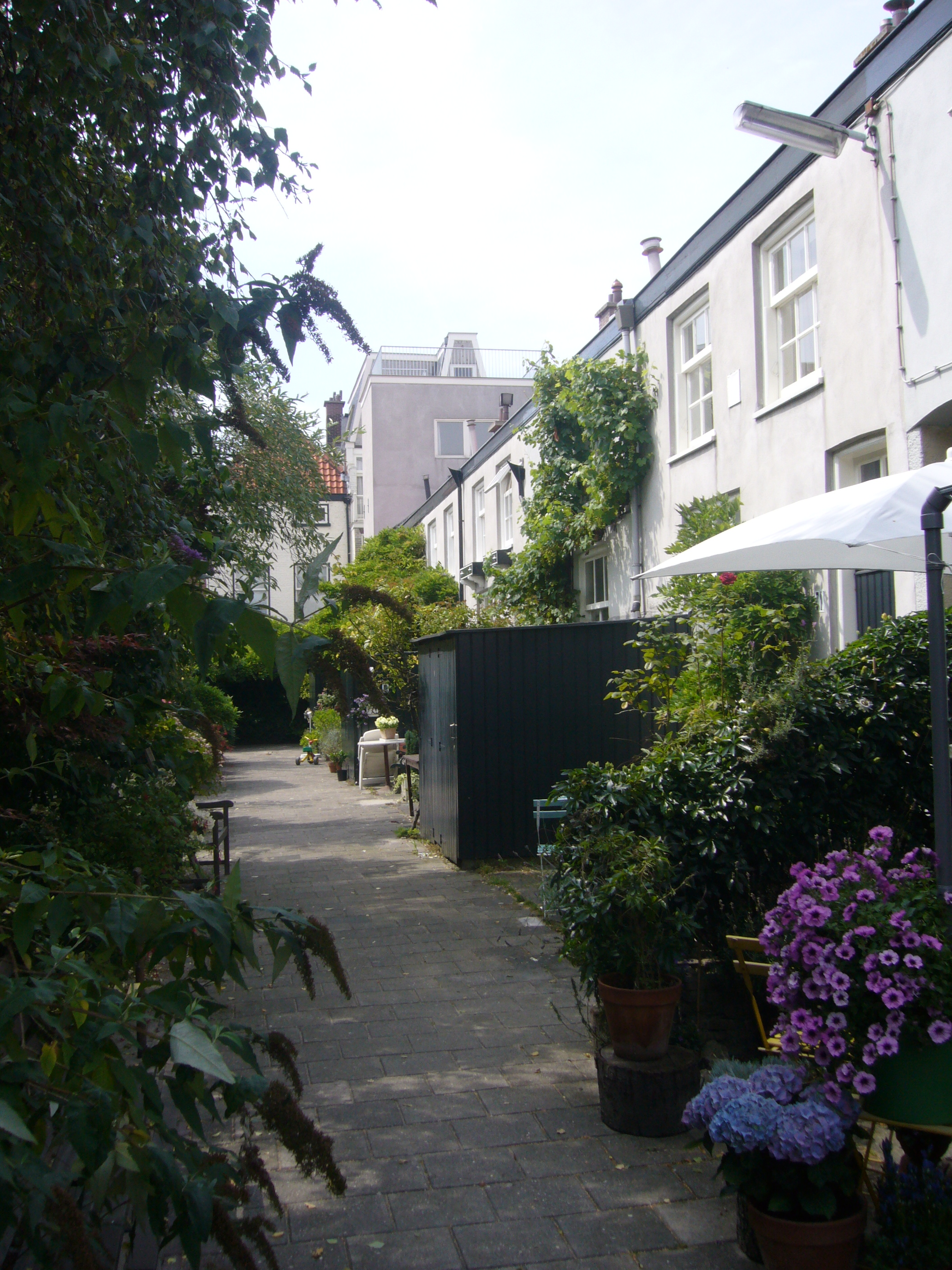

Het Alexanderhof is een hofje in de Archipelbuurt in Den Haag. De toegang bevindt zich op Bankastraat 5. Het hofje bestaat uit twee rijen van in totaal 38 woningen. De woningen zijn genummerd Bankastraat 7 t/m 81. Het wordt ook wel Bankahofje genoemd.
In 1874 werd het hofje door timmerman-aannemer Johannes Jäger en S. van der Kamp gebouwd voor de lagere officieren van de Alexanderkazerne. Opdrachtgever was A.N. de Lint, een koopman en fabrikant uit Delft. Het Alexanderhof is lang en smal. Er staan twee rijen huisjes tegenover elkaar met in het midden een open ruimte die vlak voor de Tweede Wereldoorlog werd beplant. Rond 1920 kregen de huizen een houten schuurtje. De toegang op Bankastraat 5 bestaat uit een poortdoorgang met twee versierde hardstenen stoeppalen uit de 19de eeuw.
In een rapport uit 1898 naar goedkope woningen worden de huisjes beschreven. Ze bestonden uit één kamer met een zolder. Elk woning had een eigen privaat en sinds 1884 bevond zich in het portaal een eigen kraan had met duinwater. De woningen werden bewoond door gezinnen met ongeveer 4 kinderen.
Dit goed bewaard gebleven complex van arbeiderswoningbouw uit de 19de eeuw is een gemeentelijk monument. Zie hiervoor ook de Lijst van gemeentelijke monumenten in Den Haag/Archipelbuurt.

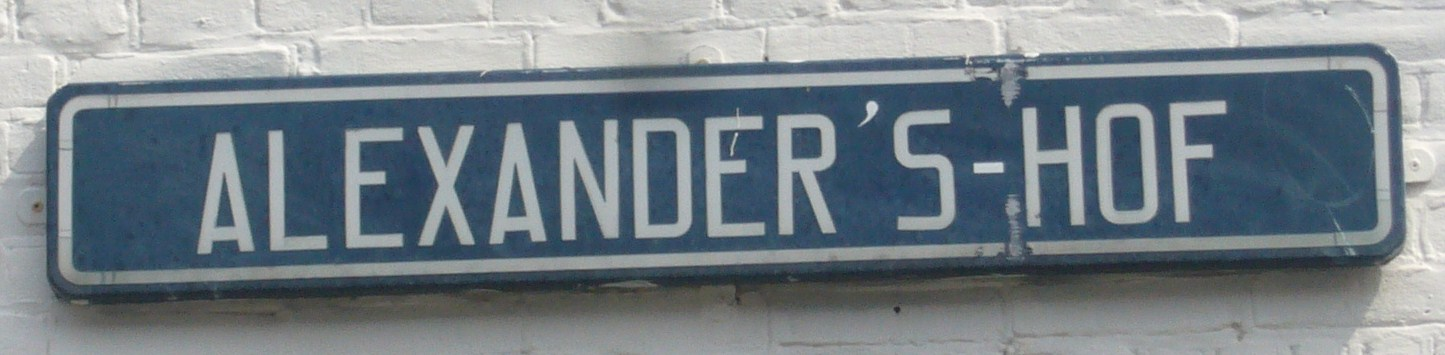
bord boven de poort aan de Bankastraat